# المسح على الجوارب
المسح على الجوارب هي رخصة جائزة بدلًا من غسل الرجلين في الوضوء وفق شروط محددة لذلك. والمسح لغةً: إمرار اليد على الشيء. وشرعًا: أن يصيب البلل خفًا مخصوصًا في زمن مخصوص. يصح المسح على الجوربين بدليل ما روى المغيرة  قال: «توضأ النبي صلى الله عليه وسلم ومسح على الجوربين والنعلين»، وقال الإمام أحمد في المسح على الجوربين أنه يذكر عن سبعة أو ثمانية من أصحاب رسول الله ﷺ، ولأنه ملبوس ساتر للقدم يمكن متابعة المشي فيه فهو أشبه بالخف.

## شروط جواز المسح على الجوربين
- أن يكونا ساترين لمحل الفرض في الوضوء (القدم مع الكعبين)، لأن حكم ما استتر المسح وحكم ما ظهر الغسل ولا سبيل إلى الجمع بينهما فغلب الغسل كما لو خرجت إحدى الرجلين فإن كانت فوهة الخف واسعة بحيث يُرى منها بعض القدم فلا يصح المسح عليه، وكذا إن كان الخف رقيقًا يصف لون البشرة من خلاله لم يجز المسح عليه. أما إن كان فيه شق مستطيل منضم لا يظهر القدم منه جاز المسح عليه، وكذلك إذا ثقب من أسفل القدم وكان مشدودًا لا يُظهر شيئًا من القدم إن مشى جاز المسح لأنه كالمخيط.
- إمكان متابعة المشي فيهما المشي المعتاد عرفًا، فإن كان يسقط من القدم لسعته أو ثقله لم يجز المسح عليه سواء كان مصنوعًا من الجلد أو اللباد أو الخشب.
- لبسهما على طهارة كاملة، بمعنى أن يتوضأ أولًا وضوءًا كاملًا، ثم يلبسهما بدليل ماروي عن المغيرة بن شعبة  قال: «كنت مع النبي صلى الله عليه وسلم في سفر، فأهويت لأنزع خفيه، فقال: دعهما، فإني أدخلتهما طاهرتين، فمسح عليهما».[5]
- فإن غسل إحدى رجليه وأدخلها في الخف ثم غسل الأخرى فأدخلها لم يجز المسح، لأنه لبس الأولى قبل كمال الطهارة (وعن الإمام يجوز لأنه أحدث بعد كمال الطهارة واللبس كما عند الحنفية). وإن تطهر ولبس خفيه إلا أنه أحدث قبل أن تصل القدم إلى موضعها لم يجز المسح.وإن لبست المستحاضة أو من به ثلاث بول خفًا على طهارتهما فلهما المسح (نص عليه)، لأن طهارتهما كاملة في حقهما، فإن عوفي لم يجز المسح لأن طهارتهما صارت ناقصة في حقهما فأشبهت التيمم. وإن لبس خفًا على طهارة ثم لبس فوقه آخر قبل أن يحدث فالحكم للأعلى منهما سواء كان الأول صحيحًا أو مخرَّقًا، وإن لبس الثاني بعد الحدث لم يجز المسح عليه لأنه لبس على غير طهارة، وإن مسح الأول ثم لبس الثاني لم يجز المسح عليه لأن المسح لم يزل الحدث عن الرجل.
- أن تكون الطهارة قبل لبسهما بالماء، فلا يصح أن يلبسهما بعد التيمم سواء كان تيممه لفقد الماء أو المرض أو نحو ذلك، لأن التيممَ طهارةٌ لا ترفع حدثًا.
- ثبوتهما على القدم ومحل الفرض بنفسهما أو بنعلين فإذا خلع النعل خلع الخفان لا بربطهما ولا بشدهما، فإن شد على رجليه لفائف لم يجز المسح عليهما لأنها لا تثبت بنفسها وإنما تثبت بشدها.
- أن يكونا مباحين سواء كان هناك ضرورة للبسهما أم لا، فلا يصح المسح على الخفين المغصوبين أو المصنوعين من الحرير لرجل لأنه معصية فلا تستباح به الرخصة.
- طهارة عينهما، فإن كان الخف نجسًا وخاف نزعه لحصول ضرر للرجل تيمم وعليه إعادة، أما إذا كان الخف متنجسًا صح لمسح عليه بشرطين: الأول: أن تكون النجاسة إلا بنزعه، أو كان قادرًا على إزالة النجاسة وهو لابسه لكن لم يجد ما يزيلها به، فإنه يصح المسح عليه الصلاة حال الضرورة، ولكنه يعيد الصلاة فقط ويستبيح بهذا المسح مس مصحف ونحو صلاة كطواف.

- أنهما لا يصفان القدم ولون البشرة من تحتهما، ولا يشترط فيهما أن يكونا ما نعين لنفوذ الماء.

## انظر أيضًًا
- المسح على الخفين
- المسح على العمامة